# ディスカバリー計画

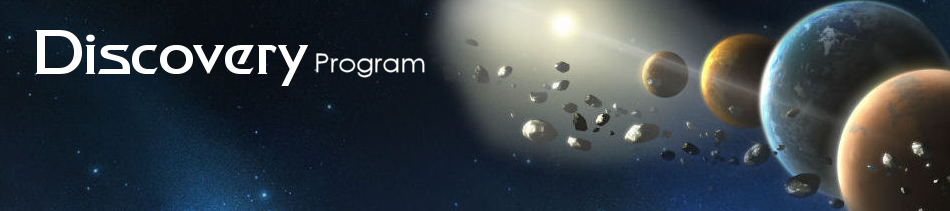
ディスカバリー計画ウェブサイトのヘッダー（2016年1月時点）

ディスカバリー計画（ディスカバリーけいかく、英: Discovery Program）は、低コストで効率よく太陽系内を探査することを目指した、アメリカ航空宇宙局 (NASA) の一連の惑星探査計画である。1992年にNASAのダニエル・ゴールディン長官（当時）が提唱した「より速く、より良く、より安く（Faster, Better, Cheaper）」のスローガンを具現化するものとして創設された。
ミッションの総予算に関しては、フェーズA–Dポーションの管理ミッションコストが、標準打ち上げサービス費用を除いて2019年は5億ドルに制限されていること、ミッション開始から打ち上げまでの期間は36ヶ月以内に制限されていることからも分かるように、安価な小型の探査機を頻繁に打ち上げるのが特徴である。ディスカバリー計画のミッションは、その目標と目的が前もって指定されるという点で、従来のNASAのミッションと異なる。その代わりに、コストに上限があるこれらのミッションは、プリンシパル・インベスティゲーター (PI) と呼ばれる科学者により提案され、主導される。提案をするチームには、産業界や中小企業、政府や大学等の研究機関の人々が含まれることがある。提出された案は、競争的なピアレビュー（同じ分野の専門家による査読）のプロセスを経て選定される。これまでに完了した全てのディスカバリー計画のミッションは、革新的な科学的目標を達成したことにより、太陽系についての知識体系に重要な知識を追加している。
NASAは、競争により選定されるディスカバリー計画のミッション・オブ・オポチュニティ (Missions of Opportunity) のための提案を公募し、受け入れている。これは、科学機器またはそのハードウェア構成要素に資金を提供したり、既にあるNASAの宇宙機を別の目的で再利用したりすることにより、非NASAミッションに参加する機会を提供するものである。これらの機会は現在、NASAのスタンドアロン・ミッション・オブ・オポチュニティ・プログラム (Stand Alone Mission of Opportunity program) を通して、申請を受け付けている。

## 歴史
1989年、NASA本部の太陽系探査部門 (Solar System Exploration Division; SSED) が、2000年までの新しい探査戦略を明らかにする一連のワークショップを起こしたことに始まる。ミッションの理論的根拠を考えるために設立が認可された、スモール・ミッション・プログラム・グループ (Small Mission Program Group; SMPG) を含むパネリストらは、ミッションが低コストになるであろうことと、明確な目標を持った科学的な質問を比較的短時間のうちに取り上げることができた。可能性を秘めたミッションのために、展開の速い研究が要請され、1990年にも資金が手配された。新しい計画は「ディスカバリー」 (Discovery) と呼ばれ、パネリストは、最初のミッションとなる地球近傍小惑星接近計画 (Near Earth Asteroid Rendezvous; NEAR) と共に、低コストの計画として実行に移されるであろう数々のコンセプトを評価した。1996年2月17日、NEARはディスカバリー計画で最初に打ち上げられたミッションとなった。1996年12月4日にはマーズ・パスファインダーが打ち上げられ、探査車ソジャーナが火星に着陸する際の衝撃に耐えることを可能にしたエアバッグに見られるような、宇宙機と惑星ミッション設計に対する、革新的で経済的な、そして非常に効率の良いアプローチ（手法）のいくつかを実証した。マーズ・エクスプロレーション・ローバーミッションのオポチュニティとスピリットの2台の火星探査車は、マーズ・パスファインダーの着陸システム全体を再利用したが、ディスカバリー計画には含まれないことに注意が必要である。また、フェニックスとMAVENもマーズ・スカウト計画によるものであり、ディスカバリー計画には含まれない。

### 打ち上げと終了

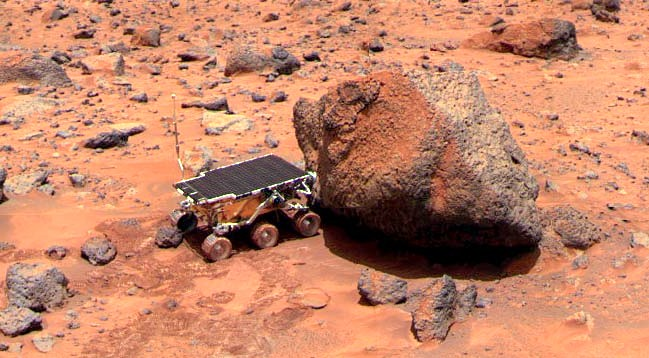
搭載されたα粒子X線分光計を用いて、岩石ヨギを測定するマーズ・パスファインダーの小型探査車「ソジャーナ」（1997年）

| 1996 | マーズ・パスファインダー |
| 1996 | NEARシューメーカー       |
| 1997 |                          |
| 1998 | ルナ・プロスペクター     |
| 1999 | スターダスト             |
| 2000 |                          |
| 2001 | ジェネシス               |
| 2002 | CONTOUR                  |
| 2003 |                          |
| 2004 | メッセンジャー           |
| 2005 | ディープ・インパクト     |
| 2006 |                          |
| 2007 | ドーン                   |
| 2008 |                          |
| 2009 | ケプラー                 |
| 2010 |                          |
| 2011 | GRAIL                    |
| 2012 |                          |
| 2013 |                          |
| 2014 |                          |
| 2015 |                          |
| 2016 |                          |
| 2017 |                          |
| 2018 | インサイト               |

| 1997 | マーズ・パスファインダー |
| 1998 |                          |
| 1999 | ルナ・プロスペクター     |
| 2000 |                          |
| 2001 | NEARシューメーカー       |
| 2002 | CONTOUR                  |
| 2003 |                          |
| 2004 | ジェネシス               |
| 2005 |                          |
| 2006 |                          |
| 2007 |                          |
| 2008 |                          |
| 2009 |                          |
| 2010 |                          |
| 2011 | スターダスト             |
| 2012 | GRAIL                    |
| 2013 | ディープ・インパクト     |
| 2014 |                          |
| 2015 | メッセンジャー           |
| 2016 |                          |
| 2017 |                          |
| 2018 | ドーン                   |
| 2018 | ケプラー                 |
| 2019 |                          |
| 2020 | インサイト(活動中)       |

### 打ち上げおよび活動中のディスカバリー・ミッションの年表

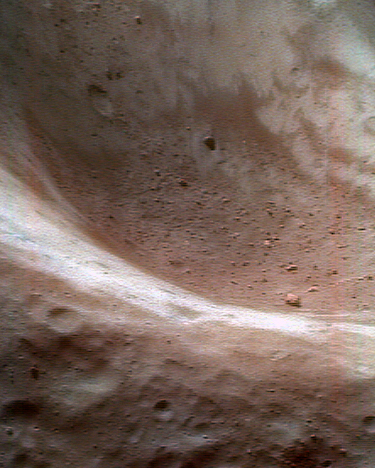
小惑星エロスの表土

| 年   |   |
| ---- | - |
| 1996 | 2 |
| 1997 | 2 |
| 1998 | 2 |
| 1999 | 3 |
| 2000 | 2 |
| 2001 | 3 |
| 2002 | 3 |
| 2003 | 2 |
| 2004 | 3 |
| 2005 | 3 |
| 2006 | 3 |
| 2007 | 4 |
| 2008 | 4 |
| 2009 | 5 |
| 2010 | 5 |
| 2011 | 6 |
| 2012 | 5 |
| 2013 | 4 |
| 2014 | 3 |
| 2015 | 3 |
| 2016 | 2 |
| 2017 | 2 |
| 2018 | 3 |
| 2019 | 1 |
| 2020 | 1 |

## ミッション

### 単独ミッション

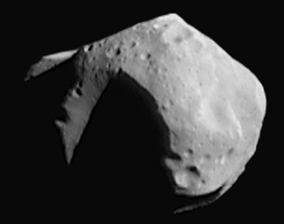
小惑星253 マティルド

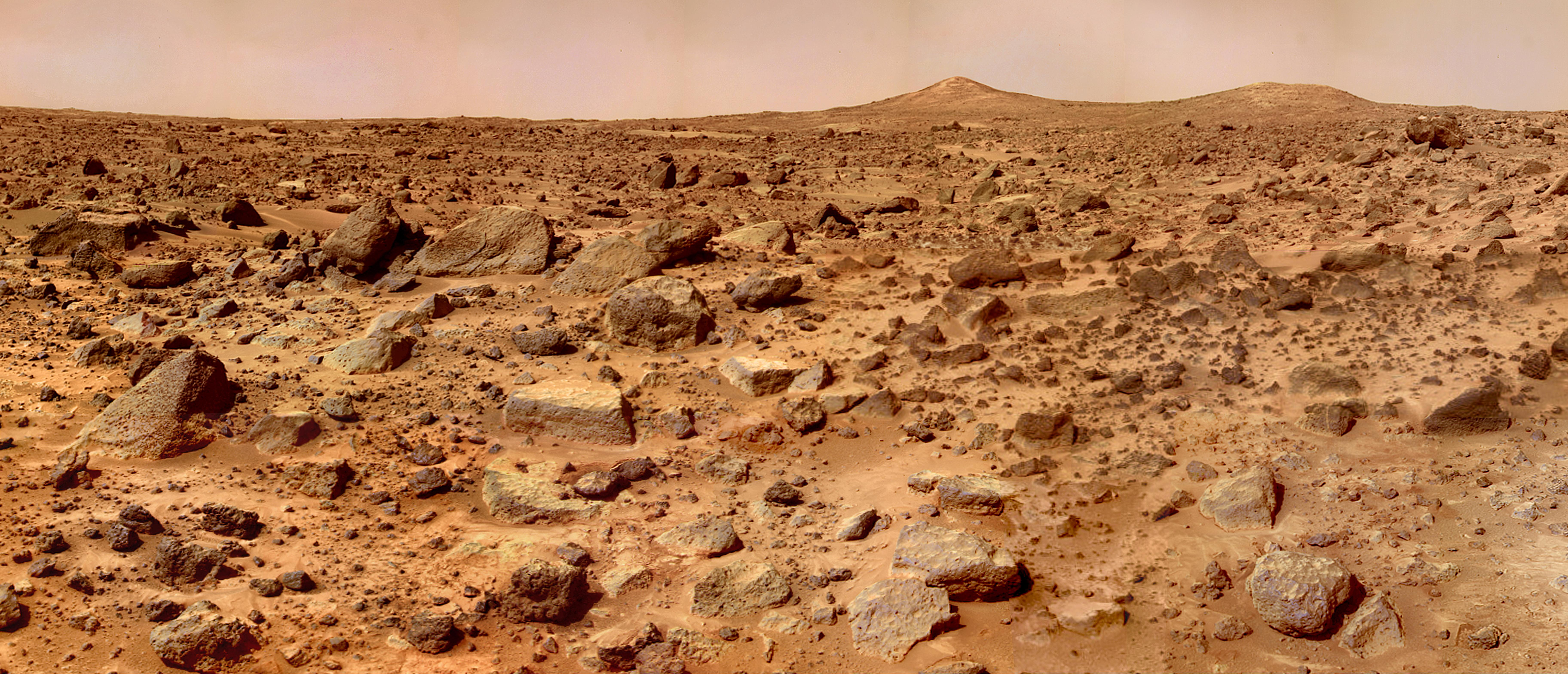
マーズ・パスファインダーからの眺め

回転する小惑星433 エロスの動画

- マーズ・パスファインダー（ミッション #1）: 火星の地表に探査車ソジャーナ（英語版）を展開する火星探査機。1996年に打ち上げられ、1997年7月4日に火星に着陸した。主要ミッションと延長ミッションを完遂した。プリンシパル・インベスティゲーターは、NASAジェット推進研究所 (JPL) 所属のマシュー・ゴロンベック博士。
- NEARシューメーカー（ミッション #2）: 小惑星433 エロスを調査するミッション。1996年2月17日に打ち上げられ、探査機は2000年にエロスを周回する軌道に乗り、その1年後に小惑星の表面に無事に着地した。主要ミッションと延長ミッションを完了、成功させた。このプロジェクトの研究責任者は、ジョンズ・ホプキンス大学応用物理研究所のアンドルー・チェン博士。
- ルナ・プロスペクター（ミッション #3）: 月の鉱物学を特徴付けるための月探査機。1998年に打ち上げられ、約1年半を月の周回軌道上からの調査に費やした。主要ミッションと延長ミッションを完了した後、計画的に月面に衝突させられてミッションを終えた。プリンシパル・インベスティゲーターは、Lunar Research Institute (LRI) のアラン・ビンダー博士。
- スターダスト（ミッション #4）: 地球上での研究用に、ヴィルト第2彗星 (81P/Wild) の核から星間塵と塵粒子を採取するミッション。1999年に打ち上げられ、2000年から2004年にかけて無事に試料を採取した後、2006年1月15日にサンプルリターン用のカプセルが地球に帰還した。このカプセルは、ワシントンD.C.の国立航空宇宙博物館に展示されている。市民科学者らがStardust@home（英語版）プロジェクトを通して星間塵を見つけようとしている一方で、世界中の科学者が彗星の塵サンプルを研究している。その後、探査機にはテンペル第1彗星を再び訪れてディープ・インパクトの残したクレーターを観測する、Stardust-NExTと呼ばれる新しい任務が与えられた。主要ミッションと延長ミッションを完了したスターダストは、2011年3月24日に残りの燃料を全て噴射して全ミッションを終えた[5]。プリンシパル・インベスティゲーターは、ワシントン大学のドナルド・ブラウンリー（英語版）教授。
- ジェネシス（ミッション #5）: 地球上での分析用に、太陽風に含まれる荷電粒子を採取するミッション。2001年に打ち上げられ、2002年から2003年にかけて太陽風を採取した。2004年9月、サンプルリターン・カプセルのパラシュートを開くことに失敗し、カプセルはユタ州の砂漠に激突した。しかしながら、太陽風サンプルは回収され、研究に利用することができた。硬着陸したにもかかわらず、ジェネシスは当初の基本的な目的を果たした。プリンシパル・インベスティゲーターは、カリフォルニア工科大学のドナルド・バーネット教授。
- CONTOUR（ミッション #6）: エンケ彗星とシュワスマン・ワハマン第3彗星を訪れて調査するミッションだったが、計画は失敗した。2002年7月3日に打ち上げられたが、打ち上げから6週間後、探査機を地球の軌道上から彗星を追尾する太陽周回軌道へと推進させるための予定されていた操作を行った後、通信が途絶え、探査機を喪失した。調査委員会は、原因としてあり得るのは、埋め込み固体ロケットモーターの燃焼中のプルーム・ヒーティングのため、探査機に構造破損があったことだと結論付けた[4][6]。その後の調査で、探査機は少なくとも3つの部分に分解し、その原因が、地球軌道から太陽軌道へと探査機を推進させるためのロケットのモーターの燃焼中の構造破損と見られることが明らかになった。

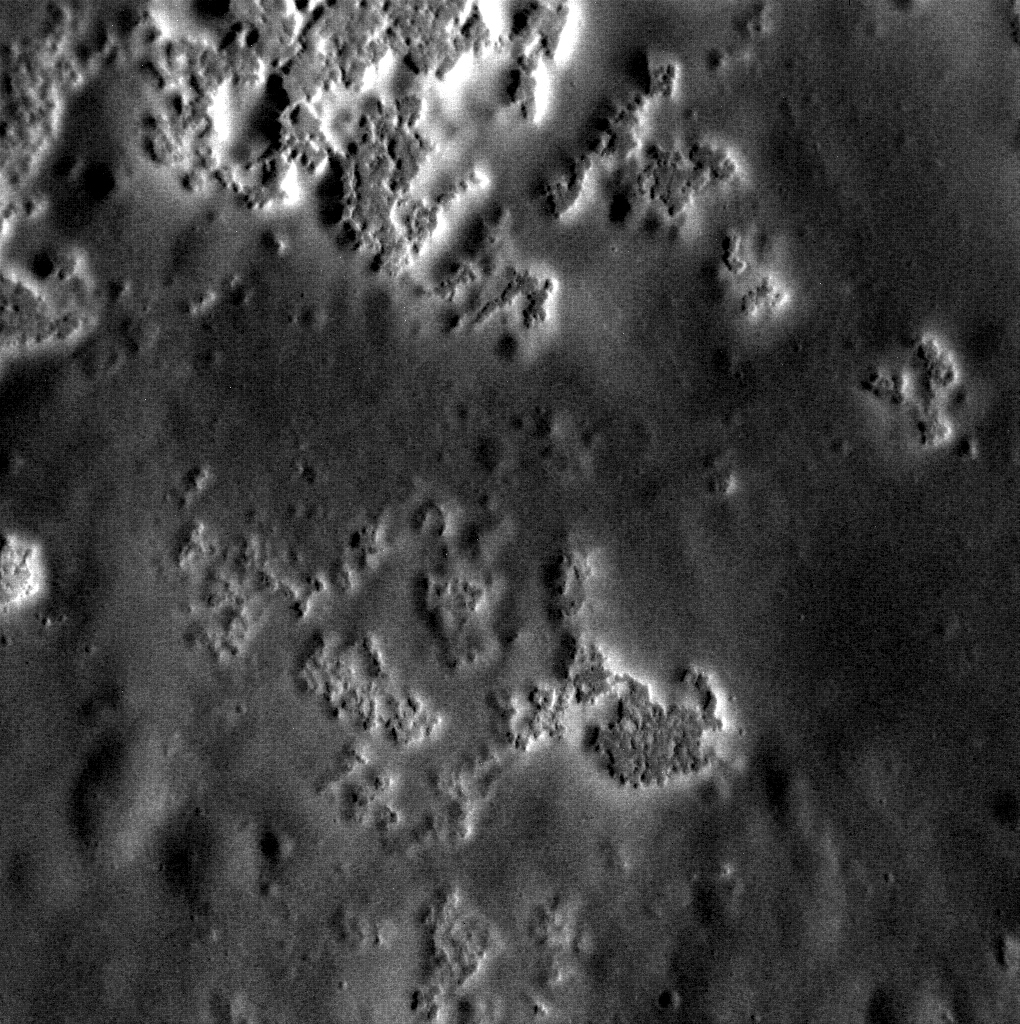
メッセンジャーによる、水星表面のクレーター「ショーレム・アレイヘム」の撮像

- メッセンジャー（ミッション #7）: 初めて水星の軌道上で行われた調査ミッション。メッセンジャーの科学目標は、水星全体を撮像した初めての画像を提供すること、及び水星の地殻の組成と構造、水星の地史、水星の薄い大気と活動的な磁気圏の性質、水星の核と極地方の物質の構成に関する詳細な情報を収集することである。2004年8月3日に打ち上げられ、2011年3月18日に水星を周回する軌道に乗った。主要ミッションは2012年3月17日に完了した。2013年3月6日には水星の100%の地図作成を達成し、同17日に最初の1年間にわたる延長ミッションを完了した。探査機の推進剤が尽きるまでの間に、さらに2つの延長ミッションを実施した後、2015年4月30日に軌道を離脱した[8]。
- ディープ・インパクト（ミッション #8）: テンペル第1彗星の進路へ向けて衝突体（インパクター）を撃ち込んで、彗星の内部構造を調べるミッション。2005年1月に打ち上げられ、2005年7月4日に衝突体が彗星に衝突した。ミッションが成功した後は休止状態に置かれたが、その後EPOXIと名付けられた新しいミッションのために再起動された。プリンシパル・インベスティゲーターは、メリーランド大学のマイケル・アハーン（英語版）教授。
- ドーン（ミッション #9）: 小惑星帯にある2つの最も巨大な天体―原始惑星ベスタと準惑星ケレスを調査するために、2007年9月27日に打ち上げられた。2011年7月にベスタに到達し、2012年9月までにベスタの調査を完了した。2015年3月にケレスに到達して以降、ケレスの周囲を回っている[9][10]。ドーンは太陽発電イオン推進器を使用して、一つのミッションで二つの小惑星の周りを回っている。このような離れ業は、それまでには試みられることがなかったものである。プリンシパル・インベスティゲーターは、カリフォルニア大学ロサンゼルス校のクリス・ラッセル博士。
- ケプラー（ミッション #10）: 太陽系外の恒星の周りを回る地球型惑星の探知に特別な重点を置く、太陽系外惑星系の構造と多様性を探査することを任務とする宇宙望遠鏡[11]。2009年3月7日に打ち上げられ[12]、2010年1月に最初の太陽系外惑星を発見したと発表された。プリンシパル・インベスティゲーターは、NASAエイムズ研究センターのウィリアム・ボルッキ（英語版）氏。
- GRAIL（ミッション #11）: 2011年9月に打ち上げられ、2機の探査機を用いて高品質な月の重力場地図を作成して提供し、その内部構造を明らかにした[13]。2012年12月17日に月面に衝突して探査を終了した。このミッションの探査機に搭載された観測機器を利用して生徒らが自由に月面探査を行える、MoonKAM (Moon Knowledge Acquired by Middle school students) と呼ばれる中等学校向け教育用サブプログラムが組まれていた[14]。プリンシパル・インベスティゲーターは、マサチューセッツ工科大学のマリア・ズーバー（英語版）教授。

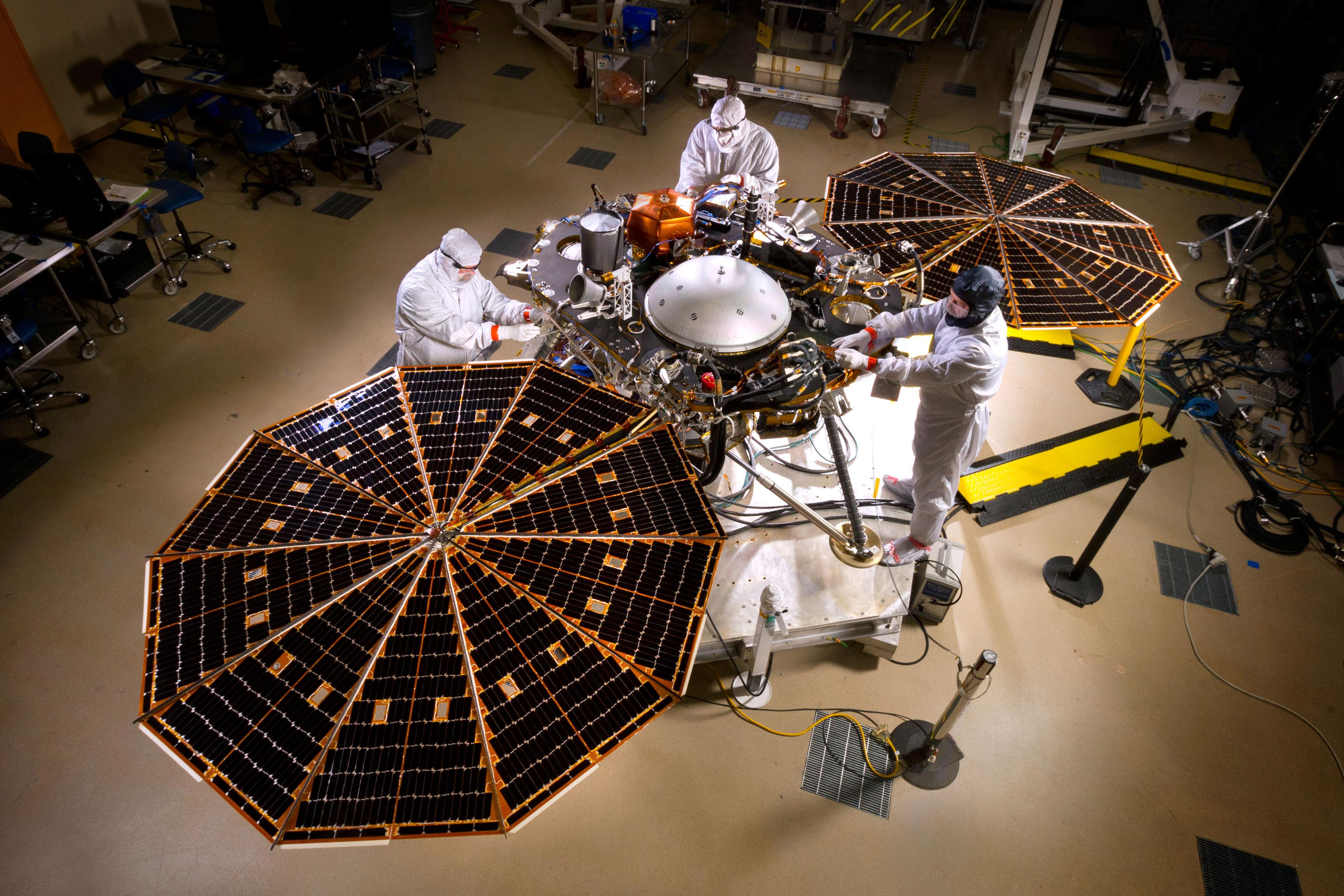
組み立て中のインサイトの着陸機（2015年4月、NASA）

- インサイト（ミッション #12）: 2016年のディスカバリー・ミッションのための研究公募 (Announcement of Opportunity) が2010年6月7日にNASAより発表された。28の提案が提出され、2011年5月5日にそのうちの3つの提案が更なる調査・検討のために選出された[15]。それらの1年間の予選の設計検討期間を経て、2012年8月に地震調査、測地学および熱移動による内部探査 (Interior Exploration using Seismic Investigations, Geodesy and Heat Transport; InSight) のミッションが選ばれた。インサイト（当初の名称はGEMS）は、火星の内部の構造と組成を調査することにより、地球型惑星の形成と進化についての理解を深めることを目指している[16]。ディスカバリー・	ミッションのための研究公募は、2010年6月7日にNASAより発表され、28の提案の中から選定された[17]3つの最終候補には、詳細なコンセプトの研究を発展させるために、2011年5月にNASAから300万ドルの資金が支給された[15]。2012年8月に、インサイトは開発と打ち上げのために選出されたが[18]、地震計の真空シールに関する問題を抱えていることから、ミッションの2016年の打上げウィンドウまでにペイロードの準備が間に合わず、スケジュールが遅れる可能性がある[19]。
- ルーシー（ミッション #13） 2021年10月16日に打ち上げられた、木星トロヤ群小惑星を史上初めて巡回探査するミッション。機体質量約450 kgで、L’LORRI（高解像度望遠カメラ）やL’TES（熱赤外分光計）をはじめ、RIMFAXレーダーなど多彩な観測機器を搭載し、小惑星トロヤ群の地形・組成を100 m以下の解像度で調査する。プリンシパル・インベスティゲーターはハロルド・F・レヴィソン（SwRI）で、開発費は上限450 百万米ドル、打ち上げサービス費用は148.3 百万米ドル[20][21][22]。

- サイキ（ミッション #14） 2023年10月13日にSpaceXファルコンヘビーで打ち上げられた[23]探査機であり、金属質小惑星16 プシケを周回観測するミッション[24]。搭載機器として多波長分光撮像装置（Multispectral Imager）、磁力計（Magnetometer）、ガンマ線・中性子分光計（Gamma Ray and Neutron Spectrometer）を備え、惑星コアの組成および構造を解析する[25][26]。プリンシパル・インベスティゲーターはリディ・エルキンズ‑タントン（アリゾナ州立大学）[27]、開発費は4億5000万米ドル、打ち上げ費は1億1700万米ドル[28][29]。2024年6月24日には、DSOC（:en:Deep Space Optical Communications|Deep Space Optical Communications）が地球から約2億4900万マイル（約4億km）離れた地点より8.3 Mbpsのテレメトリデータを送信し、光通信の最遠記録を更新した[30][31]。

- DAVINCI（ミッション #15） 2028–2030年に打ち上げ予定の金星大気探査プローブ。大気最下層を降下し、希ガス同位体比や主要化学種を高精度で測定することで、大気進化史とかつての海洋存在可能性を検証する。降下中には「テセラエ」と呼ばれる高地地形の初画像を撮影する計画。ミッション開発費は約500 百万米ドル[32][33]。
- VERITAS（ミッション #16） 2028–2030年に打ち上げ予定の金星軌道ミッション。合成開口レーダー（InSAR）による高解像度地形マップ、近赤外分光による熱放射率解析、電波科学による重力場測定を組み合わせることで、金星の地質プロセス、火山活動、テクトニクス、内部構造を総合的に解析し、地球と金星の進化の分岐点を探る。開発予算は約500 百万米ドル[34][35]。

### ミッション・オブ・オポチュニティ
これは、科学機器またはそのハードウェア構成要素に資金を提供したり、既にある宇宙機に本来の目的とは異なる目的の延長ミッションを与えて再利用したりすることにより、非NASAミッションに参加する機会を提供するものである。その例として、M3、EPOXI、EPOCh、DIXI、NExT等が挙げられる。
- 月面鉱物マッピング装置（英語版） (Moon Mineralogy Mapper; M3) は、NASAが設計し、インド宇宙研究機関のチャンドラヤーン1号に搭載された機器。月の鉱物の組成を高解像度で探査するために設計された。2008年に打ち上げられ、ミッションが終了した1か月後の2009年9月に、M3が月の水を検出していたことが発表された。プリンシパル・インベスティゲーターは、ブラウン大学のカーリ・ピータース（英語版）博士。

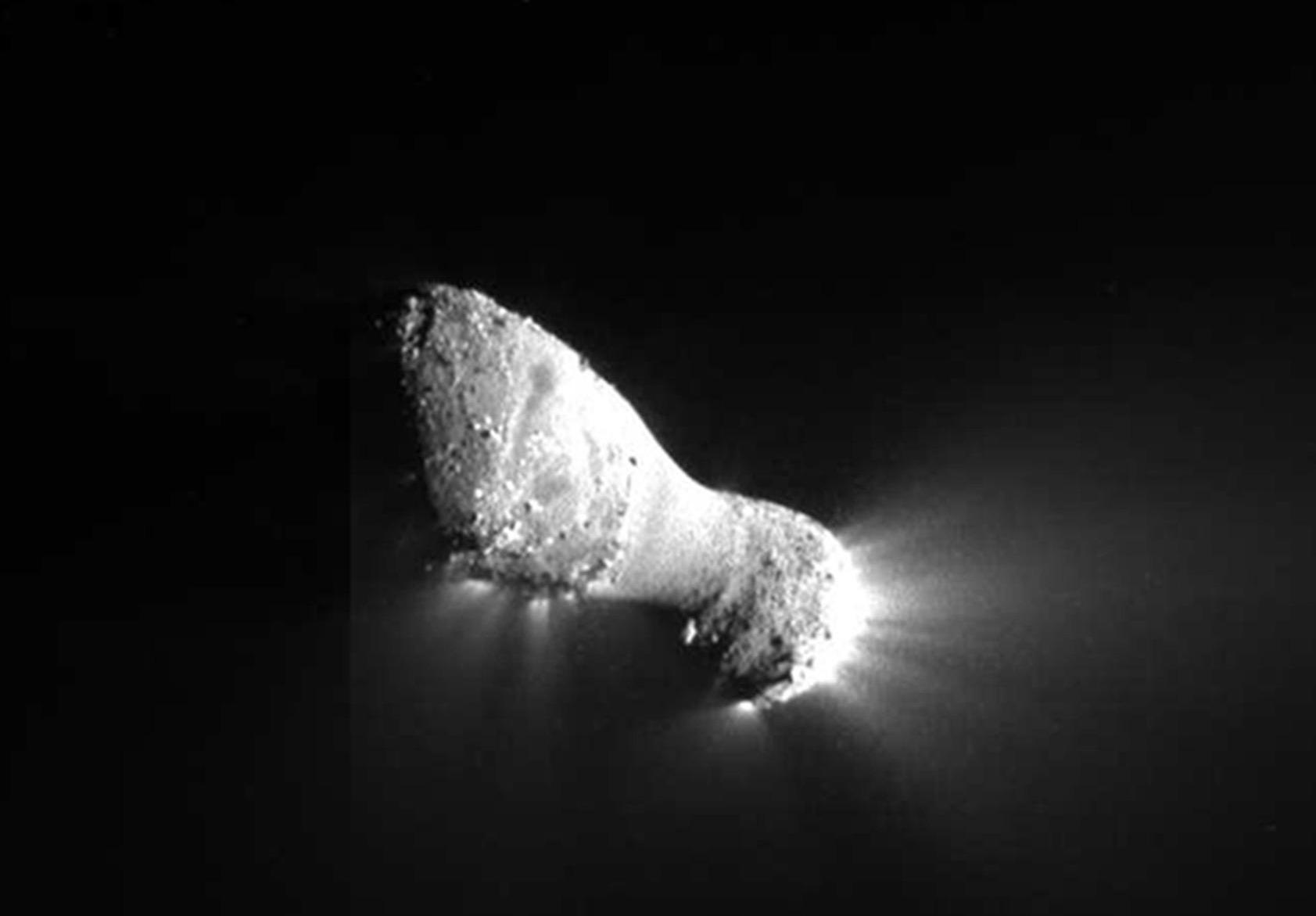
ハートレー第2彗星の核

- EPOXI（Extrasolar Planet Observation and Deep Impact Extended Investigation; 太陽系外惑星の観測およびディープ・インパクトの延長調査; エポキシ）は、2007年に選定された[36]。テンペル第1彗星での調査を無事に終えたディープ・インパクトを再利用した一連の2つの新しいミッション（EPOChとDIXI）の総称。
  - EPOCh（Extrasolar Planet Observations and Characterization; 太陽系外惑星の観測と解析）は、ディープ・インパクトの高解像度カメラを使用して、他の恒星系の既知の巨大な太陽系外惑星をより詳しく解析したり、同じ星系内に他に未知の惑星がないかを探索したりした、2008年の系外惑星探査ミッション。プリンシパル・インベスティゲーターは、NASAゴダード宇宙飛行センターのL・ドレイク・デミング博士。
  - DIXI（Deep Impact eXtended Investigation; ディープ・インパクトの延長調査）は、ディープ・インパクト・ミッションの探査機を利用して、2つ目の彗星ハートレー第2彗星をフライバイしたミッション。ミッションの目標は、彗星の核の写真を撮影して、彗星の多様性についての理解を深めることであった。2010年11月4日に最接近したハートレー第2彗星のフライバイは成功した。プリンシパル・インベスティゲーターは、メリーランド大学のマイケル・アハーン博士。
- NExT (New Exploration of Tempel 1) は、探査機スターダストを利用した新しいミッションで、2011年にテンペル第1彗星をフライバイし、ディープ・インパクトが2005年7月に同彗星を訪れたときからの変化を観測した。2005年後半に、テンペル第1彗星は太陽に最も接近し、彗星の表面が変化したとみられる。2011年2月15日にフライバイは無事に完了した。プリンシパル・インベスティゲーターは、コーネル大学のジョゼフ・ヴェヴェルカ（英語版）博士。
- ASPERA-3は、太陽風と火星の大気の相互作用を調査するために設計された観測機器で、欧州宇宙機関 (ESA) のマーズ・エクスプレスに搭載されている。2003年6月に打ち上げられ、2003年12月以来、火星を周回している。プリンシパル・インベスティゲーターは、サウスウェスト研究所（英語版）のデヴィッド・ウィニンガム氏。
- Strofio[37]は、独特の質量分析装置で、SERENAの搭載機器パッケージの一部であり、欧州宇宙機関 (ESA) のベピ・コロンボ/水星表面探査機 (MPO) に搭載されて2016年度に打ち上げられる予定である。Strofioは、水星の大気を構成する原子および分子を調べて、水星表面の組成を明らかにすることが期待される。プリンシパル・インベスティゲーターは、サウスウェスト研究所のステファノ・リヴィ氏。
- MEGANE（Mars‑moon Exploration with GAmma rays and NEutrons） JAXAの火星衛星探査機「MMX」に搭載されるガンマ線・中性子分光計。フォボスおよびダイモスの表面・ナイトサイドの元素分布をマッピングし、衛星の起源と進化を解明する。プリンシパル・インベスティゲーターはデヴィッド・J・ローレンス（JHU APL）[38]。
- VenSAR（Venus Synthetic Aperture Radar） ESAのEnVisionミッションに搭載される合成開口レーダー。全球30 m/px、主要領域10 m/pxの高解像度マッピング、立体視解析、表面レーダー散乱特性の測定などにより、金星の火山・テクトニクス活動を評価し、過去の地質活動の痕跡を探る。NASA提供機器で、プリンシパル・インベスティゲーターはスコット・ヘンズリー（JPL）[39][40]。

## 将来のミッション

### 13番目のミッション

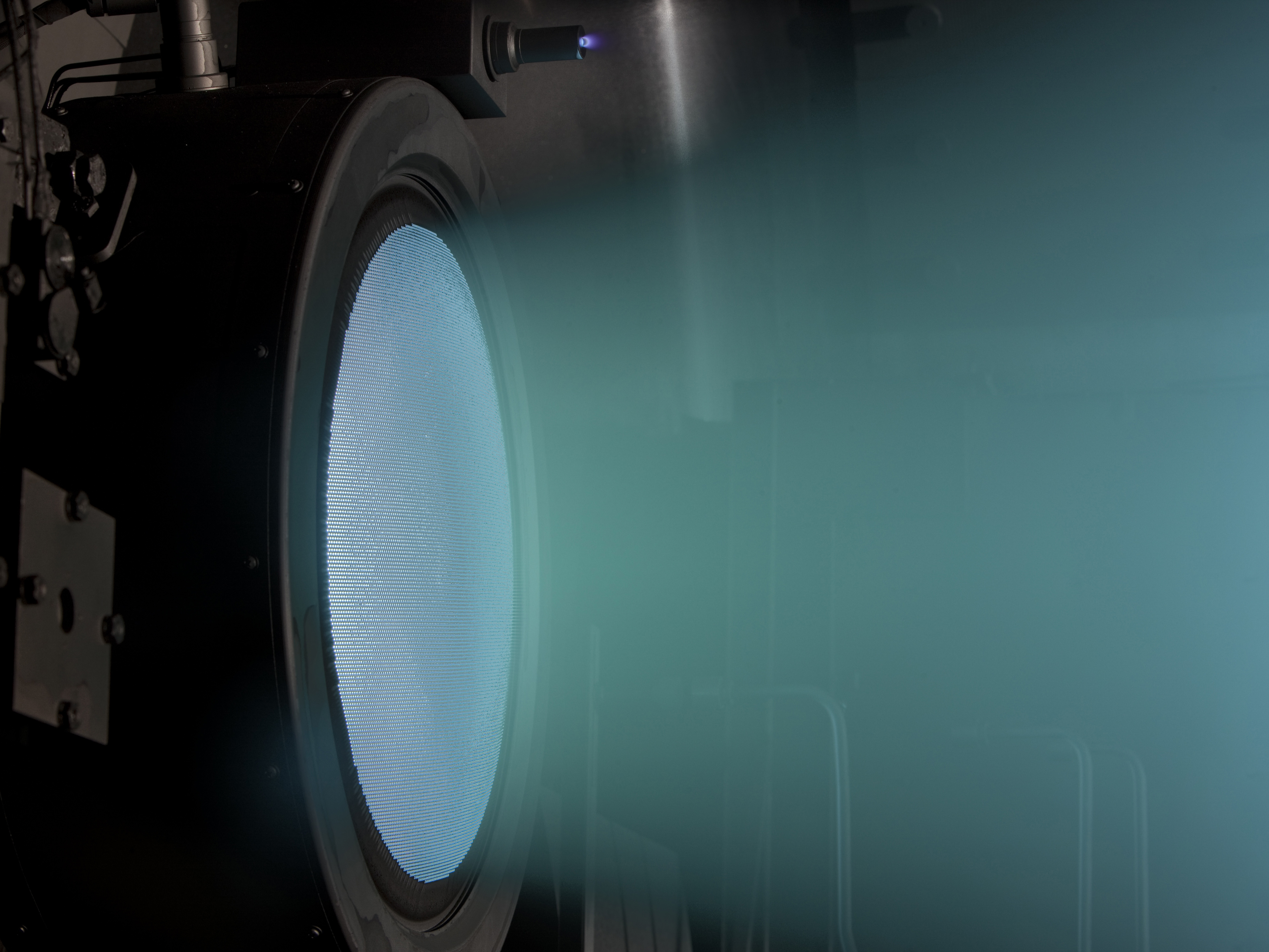
ディスカバリー計画の13番目のミッションで利用される予定である、NASAが開発を進めているイオンエンジンNEXT

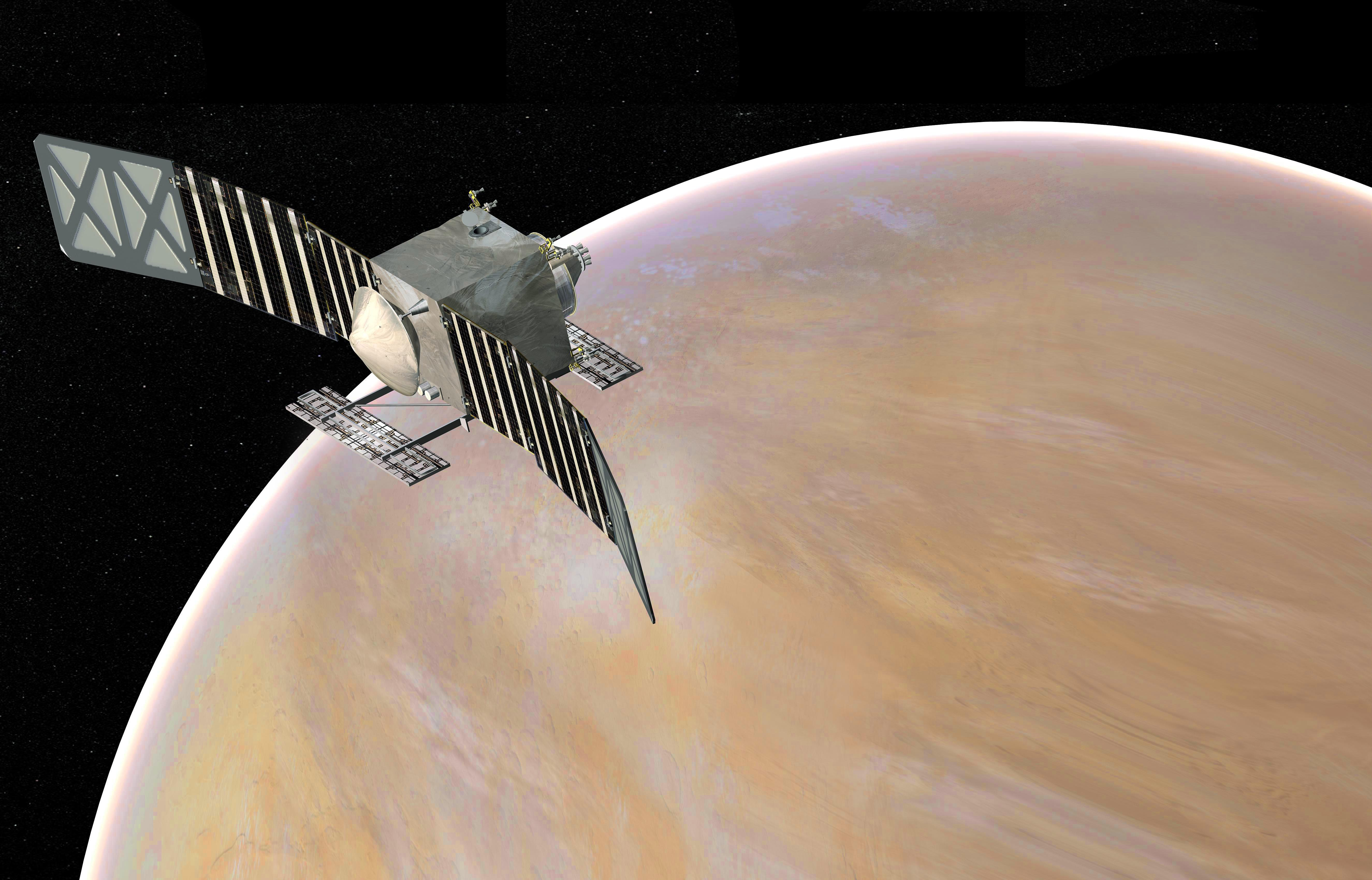
金星探査機 VERITAS のコンセプト画像

2015年9月30日、NASAは開発するミッションを一つ（ないし二つ）選ぶ最初の段階として、翌年中の細部の改良のために、5つのミッション・コンセプトを一次選出した。各ミッションには、1年間の研究用に300万ドルの資金が支給された。最終候補は、2016年12月頃に選出される予定で、2021年の年末までには打ち上げの準備が整う見通しである。
選ばれた候補は以下の通り:
1. DAVINCI（英語版） (Deep Atmosphere Venus Investigation of Noble gases, Chemistry, and Imaging) - 金星の大気中を63分間降下する間に、金星大気の化学組成を調べるミッション。
2. VERITAS（英語版） (Venus Emissivity, Radio Science, InSAR, Topography, and Spectroscopy) - 高解像度で金星全球をマッピングし、金星のデジタル標高モデルの生成を計画するミッション。3金星年（金星3公転分）にわたって観測を行う。
3. サイキ - 金属から成ると考えられている小惑星プシケを調査することにより、惑星の核の起源を探査するミッション。
4. ネオカム（英語版） (Near-Earth Object Camera; NEOCam) - 地球近傍の未発見の潜在的に危険な天体（小惑星）を探して太陽系内を調査するために設計された宇宙赤外線望遠鏡。
5. ルーシー - 木星のトロヤ群小惑星を初めて偵察するミッション。いくつかの報道によれば、目標とされる小惑星は、3548 エウリュバテス、21900 オルス、11351 レウコス、および連星の617 パトロクロスとメノイティオス、そして、メインベルトの52246 ドナルドジョハンソンである[48]。

計画上の予算は4億5000万ドルであるが、任意の技術を導入する選択次第では、これにボーナスが付く場合もある:
- 月よりも遠い距離で、（電波による通信と対比される）宇宙空間レーザー通信システムの実証実験が試みられれば、3000万ドルのボーナスが追加で利用可能となる[49]。
- 3次元織物熱遮蔽材の実証実験が試みられれば、1000万ドルのボーナスが追加で利用可能となる[49]。
- 小型の深宇宙原子時計（英語版）を組み込めば、500万ドルのボーナスが追加で利用可能となる[49]。
- キセノン・イオンエンジンと放射性同位体ヒーターユニット（英語版）が追加費用なしでミッションに利用可能である[49]。

2017年1月、NASAは上記の候補の中から、サイキとルーシーの2つのミッションを選定したことを発表した。NASAは2013年より小惑星イニシアチブを打ち出しており、その結果2つのミッションがいずれも小惑星という異例の判断になったと推測されている。

### 17番目以降
2025年4月時点で、ディスカバリー計画の17番目以降のミッション募集（Announcement of Opportunity）は未発表である。NASAは通常、数年ごとに新たな提案を公募しており、次回公募は予算と科学的優先度に基づき決定される。最新情報はNASAの公式ウェブサイトで確認可能。

## ギャラリー
| ディスカバリー計画          | ディスカバリー計画              | ディスカバリー計画          | ディスカバリー計画  | ディスカバリー計画 | ディスカバリー計画    |
| --------------------------- | ------------------------------- | --------------------------- | ------------------- | ------------------ | --------------------- |
|                             |                                 |                             |                     |                    |                       |
| NEAR 1996年                 | マーズ・パスファインダー 1996年 | ルナ・プロスペクター 1998年 | スターダスト 1999年 | ジェネシス 2001年  | メッセンジャー 2004年 |
|                             |                                 |                             |                     |                    |                       |
| ディープ・インパクト 2005年 | ドーン 2007年                   | ケプラー 2009年             | GRAIL 2011年        | インサイト 2018年  |                       |

### ミッションのロゴ
| ディスカバリー計画          | ディスカバリー計画              | ディスカバリー計画          | ディスカバリー計画  | ディスカバリー計画 | ディスカバリー計画    |
| --------------------------- | ------------------------------- | --------------------------- | ------------------- | ------------------ | --------------------- |
|                             |                                 |                             |                     |                    |                       |
| NEAR 1996年                 | マーズ・パスファインダー 1996年 | ルナ・プロスペクター 1998年 | スターダスト 1999年 | ジェネシス 2001年  | メッセンジャー 2004年 |
|                             |                                 |                             |                     |                    |                       |
| ディープ・インパクト 2005年 | ドーン 2007年                   | ケプラー 2009年             | GRAIL 2011年        | インサイト 2018年  |                       |

### 打ち上げ
| ディスカバリー計画          | ディスカバリー計画              | ディスカバリー計画          | ディスカバリー計画  | ディスカバリー計画 | ディスカバリー計画    |
| --------------------------- | ------------------------------- | --------------------------- | ------------------- | ------------------ | --------------------- |
|                             |                                 |                             |                     |                    |                       |
| NEAR 1996年                 | マーズ・パスファインダー 1996年 | ルナ・プロスペクター 1998年 | スターダスト 1999年 | ジェネシス 2001年  | メッセンジャー 2004年 |
|                             |                                 |                             |                     |                    |                       |
| ディープ・インパクト 2005年 | ドーン 2007年                   | ケプラー 2009年             | GRAIL 2011年        | インサイト         |                       |